# كوكبة أقمار اصطناعية

تقوم كوكبة GPS على 24 قمرًا اصطناعيًا موزعين بالتساوي على 6 مستويات مدارية. لاحظ تغير عدد الأقمار الاصطناعية عند نقطة معينة على الأرض، °40 شمالًا في هذا المثال، مع مرور الوقت.

كوكبة أقمار اصطناعية (بالإنجليزية: Satellite constellation)‏، وهي مجموعة من الأقمار الاصطناعية التي تعمل معًا كنظام واحد. وبخلاف القمر الاصطناعي الفردي، يمكن أن تقدم الكوكبة تغطيةً عالميةً أو شبه عالمية، بطريقة تضمن وجود قمر اصطناعي مرئي في السماء في أي مكان بالأرض وفي أي وقت. توضع الأقمار الاصطناعية عادةً في مستويات مدارية تكمل بعضها البعض لتتمكن من الاتصال بالمحطات الأرضية الموزعة على مستوى العالم. يمكن أن تقدم هذه الكوكبات أيضًا خدمة الاتصال بين الأقمار الاصطناعية.

## مجموعات الأقمار الاصطناعية الأخرى
يجب ألا نخلط بين كوكبات الأقمار الاصطناعية والآتي:
- عناقيد الأقمار الاصطناعية، وهي مجموعات من الأقمار الاصطناعية التي تتحرك على مسافة قريبة للغاية من بعضها البعض في مدارات شبه متطابقة (انظر تحليق تكوين الأقمار الاصطناعية).
- سلسلة الأقمار الاصطناعية، أو برامج الأقمار الاصطناعية (مثل لاندسات)، وهي أجيال من الأقمار الاصطناعية التي تُطلق بشكل متتابع.
- أساطيل الأقمار الاصطناعية، وهي مجموعات من الأقمار الاصطناعية التي لها نفس الصانع أو المُشغل؛ ولكنها تعمل بشكل مستقل عن بعضها البعض، وبالتالي فهي لا تعمل كنظام واحد.

## نظرة عامة
تُطلق الأقمار الاصطناعية إلى المدار الأرضي المتوسط (MEO)، أو المدار الأرضي المنخفض (LEO) في كوكبات غالبًا؛ لأن منطقة التغطية التي يوفرها القمر الاصطناعي الواحد تغطي مساحةً صغيرةً فقط وتتحرك مع حركة القمر الاصطناعي السريعة، والذي يتحرك بسرعة زاوية عالية حتى يتمكن من الحفاظ على مداره. غالبًا ما يكون الهدف من العديد من الأقمار الاصطناعية، بالمدار الأرضي المتوسط والمنخفض، الحفاظ على تغطية مستمرة على منطقة معينة. ويختلف هذا عن الأقمار الاصطناعية ثابتة المدار، إذ يوفر القمر الاصطناعي الواحد منها، والذي يتحرك في ارتفاعات عالية جدًا بنفس السرعة الزاوية التي تدور بها الأرض حول محورها، تغطيةً دائمةً لمنطقة كبيرة من سطح الأرض.
ولبعض التطبيقات، في نوع محدد من الاتصال الرقمي، تقدم كوكبات الأقمار الاصطناعية ذات الارتفاعات المنخفضة، في المدار الأرضي المتوسط والمنخفض، مزايا عديدةً مقارنةً بالأقمار الاصطناعية ثابتة المدار، إذ تقلل من توهين المسار (وبالتالي تقلل من متطلبات الطاقة والتكاليف)، بالإضافة إلى خفض زمن الاستجابة. يمكن أن يصل زمن الانتشار لبث بروتوكول إنترنت ذهابًا وإيابًا عبر قمر اصطناعي جغرافي ثابت إلى أكثر من 600 ملي ثانية، ولكن يمكن خفض هذا الزمن إلى 125 ملي ثانية باستخدام قمر اصطناعي في مدار أرضي متوسط، وإلى 30 ملي ثانية باستخدام نظام من الأقمار اصطناعية في مدار أرضي منخفض.
تتضمن الأمثلة على كوكبات الأقمار الاصطناعية كوكبات نظام التموضع العالمي (GPS) و نظام غاليليو ونظام غلوناس في المدار الأرضي المتوسط لأغراض ال ملاحة وعلم تقسيم الأرض، و خدمات إريديوم وغلوبال ستار  للاتصالات الهاتفية عبر الأقمار الاصطناعية وخدمات رسائل أوربكوم في المدار الأرضي المنخفض، وكوكبة مراقبة الكوارث وكوكبة رابيد آي للاستشعار عن بُعد في مدار أرضي منخفض متزامن مع الشمس، وكوكبات مولنيا وتندرا الروسية للاتصالات في مدار شديد الإهليجية، وكوكبات النطاق العريض عبر الأقمار الاصطناعية، والتي ما زالت قيد التنفيذ ضمن مشروع ستارلنك ومشروع ون ويب في المدار الأرضي المنخفض، وتعمل الخدمة حاليًا عبر كوكبة O3b في المدار الأرضي المتوسط.